# Sárszentmihály
Sárszentmihály (ehemals Szent-Mihály) ist eine ungarische Gemeinde im Kreis Székesfehérvár im Komitat Fejér. Zur Gemeinde gehört der nordöstlich gelegene Ortsteil Sárpentele.

## Geografische Lage
Sárszentmihály liegt acht Kilometer südwestlich des Zentrums der Kreisstadt und des Komitatssitzes Székesfehérvár an dem Kanal Sárvíz-malomcsatorna. Nachbargemeinden sind Sárkeszi im Westen und Úrhida im Süden.

## Geschichte
Im Jahr 1913 gab es in der damaligen Kleingemeinde 294 Häuser und 1726 Einwohner auf einer Fläche von 6535 Katastraljochen. Sie gehörte zu dieser Zeit zum Bezirk Székesfehérvár im Komitat Fejér.

## Söhne und Töchter der Gemeinde
- Jenő Zichy (1837–1906), Schriftsteller, Orientalist und Politiker

## Sehenswürdigkeiten
- Reformierte Kirche, erbaut um 1800
- Römisch-katholische Kirche Szent Mihály
- Römisch-katholische Kirche Szent Kereszt felmagasztalása, im Ortsteil Sárpentele
- Sándor-Demján-Denkmal, erschaffen von Balázs Kocsis
- Sowjetische Gedenkstätte mit Gräbern
- Waldpark, im Ortsteil Sárpentele

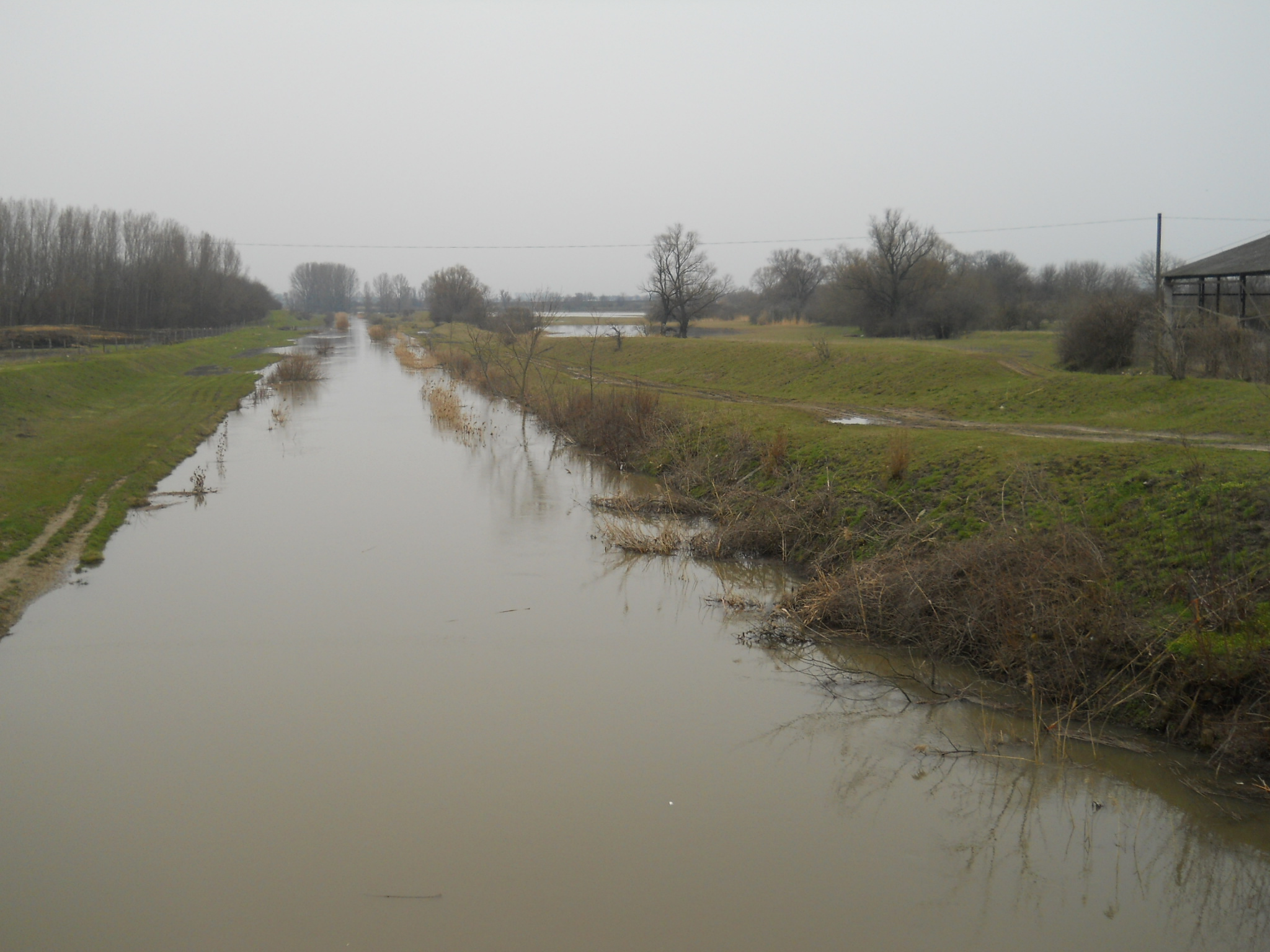
Sárvíz-malomcsatorna
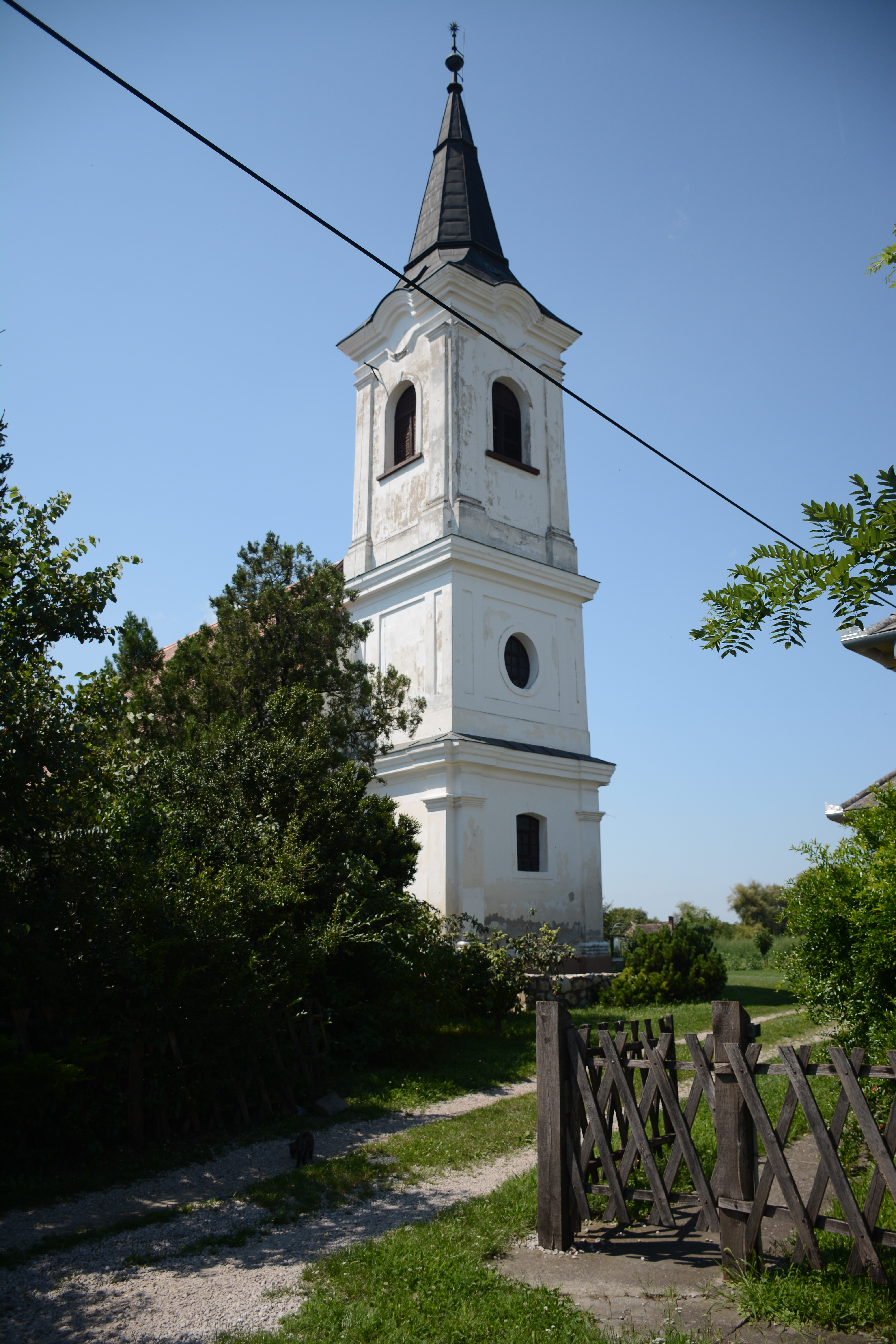
Reformierte Kirche
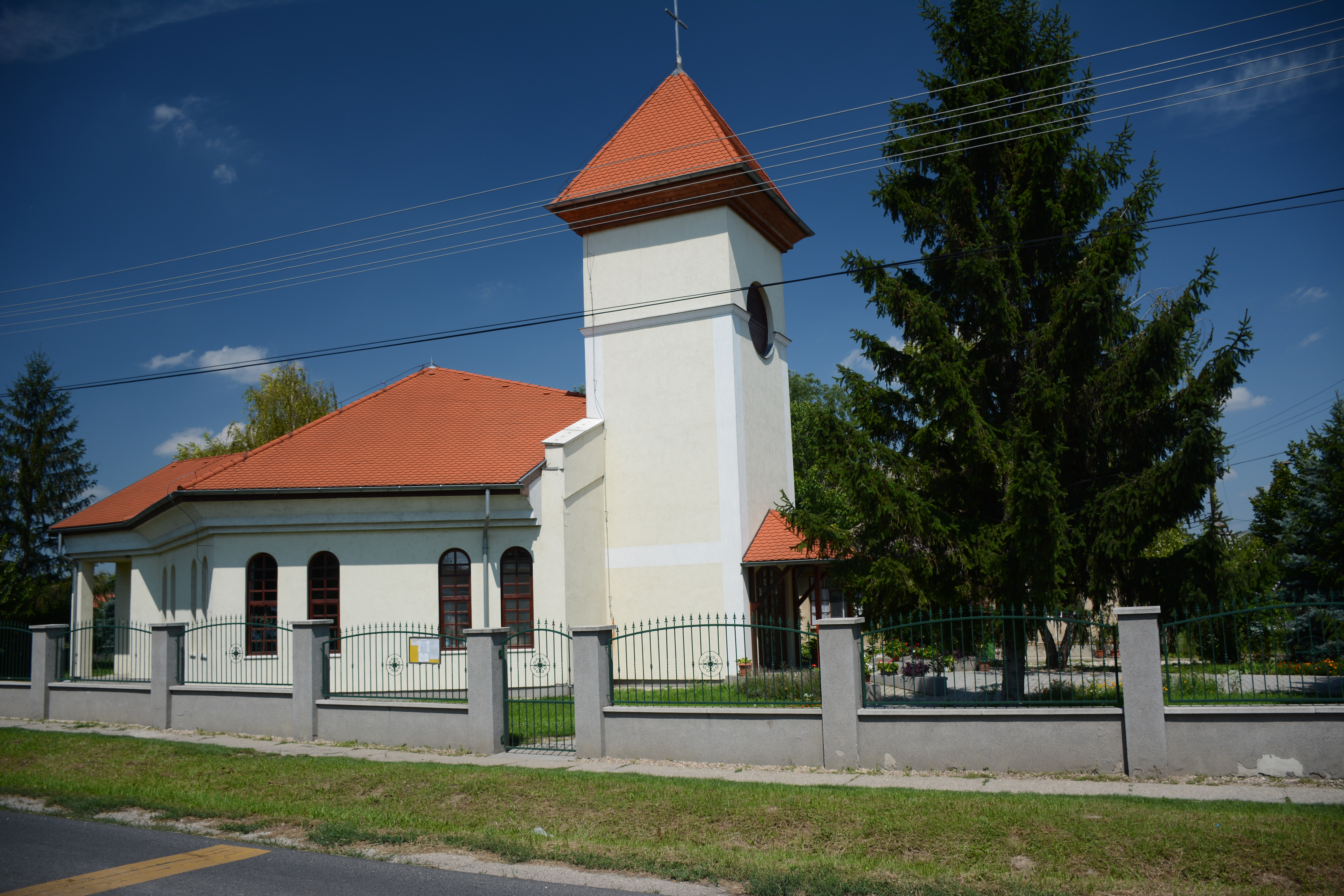
Römisch-katholische Kirche Szent Mihály

## Wirtschaft
In Sárszentmihály ist der Sitz des Baustoffherstellers Masterplast. Die Aktie des Unternehmens ist im ungarischen Aktienindex BUX enthalten.

## Verkehr
Durch Sárszentmihály verläuft die Landstraße Nr. 7202. Es bestehen Busverbindungen über Sárkeszi und Nádasdladány nach Jenő, nach Úrhida sowie nach Székesfehérvár, wo sich der nächstgelegene Bahnhof befindet.